# Gonomyia superba
Gonomyia superba là một loài ruồi trong họ Limoniidae. Chúng phân bố ở miền Cổ bắc.